# Seattle Sounders FC
Seatlle Sounders FC este o echipă de fotbal din S.U.A..

## Lot actual
| Nr. |                            | Poziție | Jucător                          |
| --- | -------------------------- | ------- | -------------------------------- |
| 1   | Statele Unite ale Americii | P       | Chris Eylander                   |
| 2   | Statele Unite ale Americii | M       | Michael Fucito                   |
| 3   | Statele Unite ale Americii | M       | Brad Evans                       |
| 4   | Statele Unite ale Americii | F       | Patrick Ianni                    |
| 5   | Statele Unite ale Americii | F       | Tyson Wahl                       |
| 6   | Cuba                       | M       | Osvaldo Alonso                   |
| 7   | Statele Unite ale Americii | F       | James Riley                      |
| 8   | Statele Unite ale Americii | M       | Peter Vagenas                    |
| 9   | Franța                     | A       | Sébastien Le Toux                |
| 10  | Suedia                     | M       | Freddie Ljungberg (vice-căpitan) |
| 11  | Republica Democrată Congo  | M       | Steve Zakuani                    |
| 12  | Statele Unite ale Americii | F       | Nathan Sturgis                   |
| 14  | Jamaica                    | F       | Tyrone Marshall                  |

| Nr. |                            | Poziție | Jucător                                     |
| --- | -------------------------- | ------- | ------------------------------------------- |
| 15  | Statele Unite ale Americii | M       | Stephen King                                |
| 16  | Statele Unite ale Americii | F       | Evan Brown                                  |
| 17  | Columbia                   | A       | Fredy Montero (on loan from Deportivo Cali) |
| 18  | Statele Unite ale Americii | P       | Kasey Keller (căpitan)                      |
| 19  | Costa Rica                 | F       | Leonardo González                           |
| 20  | Statele Unite ale Americii | F       | Zach Scott                                  |
| 21  | Statele Unite ale Americii | A       | Nate Jaqua                                  |
| 23  | Gambia                     | M       | Sanna Nyassi                                |
| 24  | Statele Unite ale Americii | A       | Roger Levesque                              |
| 26  | Statele Unite ale Americii | F       | Taylor Graham                               |
| 27  | Statele Unite ale Americii | M       | Lamar Neagle                                |
| 28  | Puerto Rico                | P       | Terry Boss                                  |
| 34  | Columbia                   | F       | Jhon Kennedy Hurtado                        |